# Station Drzewce Wąskotorowe
Station Drzewce Wąskotorowe is een spoorwegstation in de Poolse plaats Drzewce.